# Dinastía Numáirida
Los Numáiridas o numairíes (en árabe: النميريون‎) fueron una dinastía árabe con sede en Diyar Mudar (oeste de la Alta Mesopotamia). Eran emires (príncipes) de su tribu homónima, los Banu Numayr. La rama principal de la dinastía, fundada por Waththab ibn Sabiq en el año 990, gobernó las ciudades del Éufrates de Harran, Saruj y Raqqa de forma más o menos continua hasta finales del siglo XI. A principios del reinado de Waththab (r. 990-1019), los Numáiridas también controlaron Edesa hasta que el Imperio bizantino la conquistó a principios de la década de 1030. En 1062, los Numáiridas perdieron Raqqa a manos de sus parientes lejanos y antiguos aliados, los Mirdásidas, mientras que en 1081, su capital Harran y la cercana Saruj fueron conquistadas por el Imperio Selyúcida turco y sus aliados árabes de la Dinastía Uqáylida. Los emires numairíes siguieron manteniendo fortalezas aisladas en la Alta Mesopotamia, como Qal'at an-Najm y Sinn Ibn Utayr cerca de Samosata hasta principios del siglo XII, pero no se sabe nada de ellos después de 1120.
Como beduinos (árabes nómadas), la mayoría de los emires numáiridas evitaban la vida sedentaria en las ciudades que controlaban; más bien, gobernaban sus emiratos (principados) desde sus campamentos tribales en el campo, mientras confiaban la administración de las ciudades a sus ghilmān (esclavos militares). Una excepción a esta situación fue el emir Mani' ibn Shabib (r. ca. 1044-1063), bajo cuyo reinado los Numáiridas alcanzaron su máximo nivel territorial. Mani' residió en la propia Harran, transformando su templo sabio en un palacio ornamentado y fortificado. Los numairíes eran musulmanes chiitas e inicialmente reconocieron la soberanía religiosa de los musulmanes sunitas abbasíes, al menos nominalmente, pero más tarde cambiaron su lealtad al Califato Fatimí después de que éste extendiera su influencia al norte de Bilad al-Sham en 1037. En 1060, es probable que volvieran a la soberanía abasí.

## Territorio
Los numairíes gobernaron la región de Diyar Mudar en la zona occidental de Yazira (Alta Mesopotamia), controlando las tierras entre Harran, Saruj y Raqqa de forma más o menos continua entre 990 y 1081. Durante gran parte de este tiempo, limitaron al sur y al oeste con Alepo, de la dinastía Mirdásida, Emirato Mirdásida, al este con Mosul de la Dinastía Uqáylida, al norte por la dinastía Mayyafariqin basada en los Marwaníes y al noroeste por el Imperio Bizantino. Los Numayríes, Mirdasíes y Uqaylíes eran dinastías árabes y los Marwaníes eran kurdos. Todos eran dinastías independientes y pequeñas que surgieron en el norte de Siria y la Alta Mesopotamia a finales del siglo X y principios del XI debido a la incapacidad de los grandes poderes regionales, es decir, Bagdad. Es decir, el califato abasí, con sede en Bagdad, el califato fatimí, con sede en El Cairo, y los bizantinos, no pudieron controlar o anexionar estas regiones. En diferentes momentos, los Numáiridas prestaron lealtad y formaron alianzas poco firmes con las tres potencias.

## Historia

### Orígenes
Los emires (príncipes) numairíes pertenecían a la tribu Banu Numayr, homónima de la dinastía. Los Banu Numayr eran una rama de la tribu Banu 'Amir ibn Sa'sa' y, por tanto, de linaje qaisí, o árabe del norte; las tribus árabes se dividían a grandes rasgos en linajes árabes del norte y del sur. El nombre "Numayr" está probablemente asociado a nimr, la palabra árabe para "leopardo". A diferencia de la mayoría de los hijos de 'Amir ibn Sa'sa' que se convirtieron en progenitores de grandes ramas de la tribu, se cree que Numayr tenía un linaje materno diferente y no entró en ninguna alianza tribal. Durante gran parte de su historia, los Banu Numayr fueron un grupo empobrecido y nómada que se dedicaba sobre todo al bandolerismo. No entraron en el registro histórico hasta el Edad Omeya (668-750 d. C.) cuando dominaron las colinas occidentales de al-Yamamah en el centro de la Arabia. Como consecuencia de su bandolerismo, los Banu Numayr fueron dispersados en una expedición del general abasí Bugha al-Kabir en el año 846, pero se recuperaron en décadas posteriores.
El cronista medieval Ibn al-Adim sostiene que los Banu Numayr emigraron a la Alta Mesopotamia desde al-Yamamah en el año 921, mientras que el historiador Clifford Edmund Bosworth sitúa su llegada en algún momento entre el 940 y el 955. Esto se correspondió con la segunda gran migración postislámica de tribus árabes a Siria y Mesopotamia, esta vez en asociación con el movimiento cármata. Al igual que los Banu Numayr, muchas de las tribus que formaban parte del ejército qarmatiano eran también ramas de los Banu 'Amir de Arabia, incluyendo los Banu Kilab, Banu Khafaja, Banu Uqayl y Banu Qushayr. Estos beduinos (árabes nómadas) desarraigaron en gran medida a los miembros de las tribus árabes preestablecidas y sedentarias de la Alta Mesopotamia, hicieron que los caminos fueran inseguros para viajar y dañaron gravemente los cultivos. Según el cronista del siglo X Ibn Hawqal:

... los Banu Numayr ... los expulsaron [a los campesinos y a los beduinos asentados] de algunas de sus tierras, de hecho de la mayoría de ellas, al tiempo que se apropiaron de algunos lugares y regiones ... Deciden sobre su protección y su dinero de protección.

En el año 942, los miembros de la tribu Banu Numayr sirvieron como tropas auxiliares para un gobernador abasí en la Alta Mesopotamia. Seis años después, fueron empleados de la misma manera por Sayf al-Dawla (r. 945-967), el emir de Alepo de la dinastía hamdánida, contra las incursiones del líder ijshidí Abu al-Misk Kafur. No mucho después, Sayf intentó controlar a las tribus beduinas, cuya creciente fuerza se produjo a expensas de la población asentada. Así, los Banu Numayr fueron expulsados de Diyar Mudar y se refugiaron en Yabal Sinyar en Diyar Rabi'a al este. Junto con otras tribus qaysíes, los Banu Numayr se rebelaron contra Sayf y el emir hamdaní de Mosul, Nasir al-Dawla. Este último los expulsó al Desierto de Siria, mientras que en 955/56, Sayf consiguió su sumisión, tras lo cual los confinó en una zona cercana al río Jabur en Diyar Mudar. Para el año 957, Sayf lanzó otra expedición contra los Banu Numayr, que resultaron ser súbditos rebeldes.

### Establecimiento en Harran

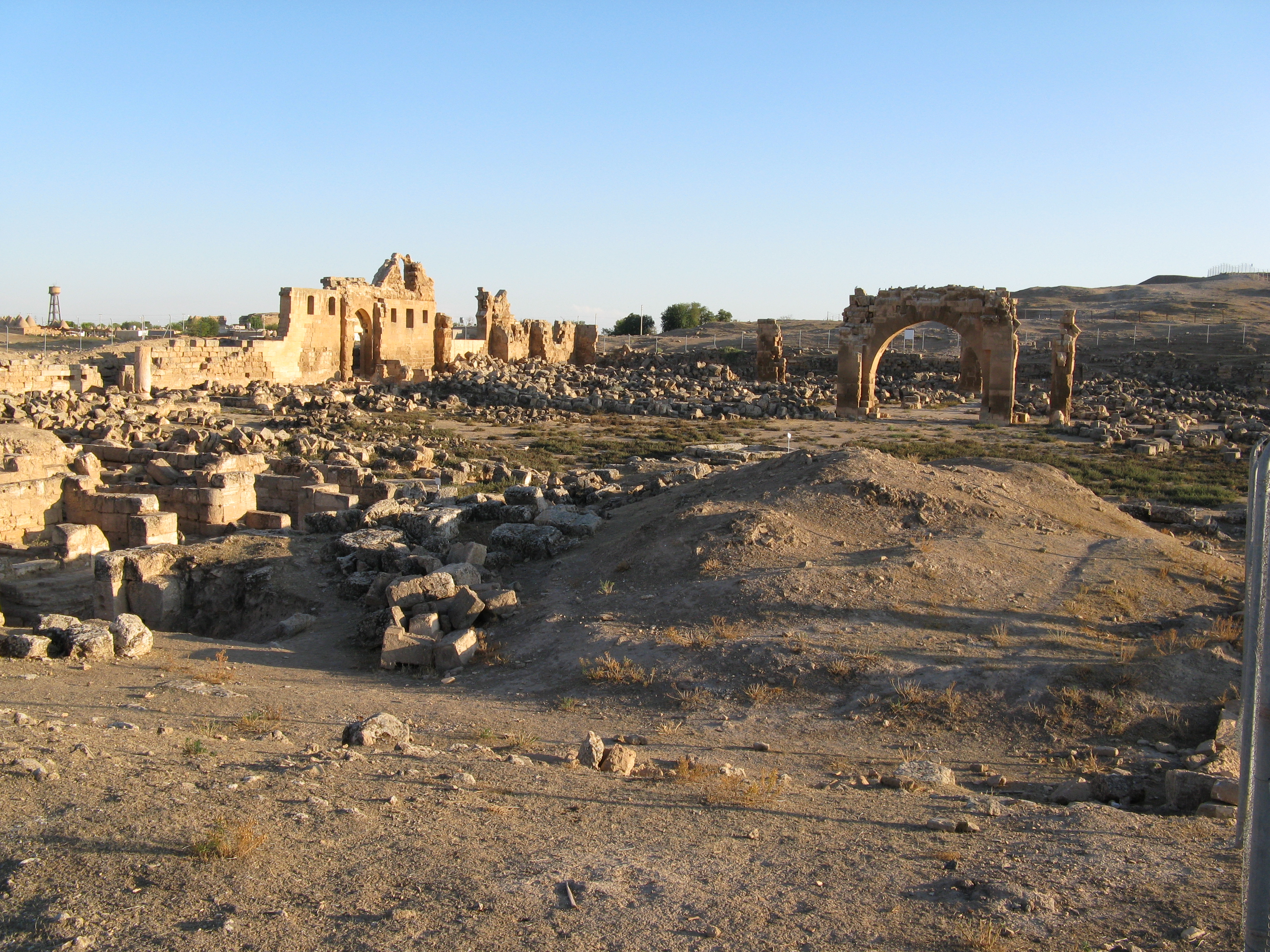
Ruinas de Harran, el centro principal de la dinastía numayrí que ocuparon entre 990 y 1081.

Cuando Sayf murió en 967, su emirato (principado) basado en Alepo entró en un periodo de declive administrativo. Esto dificultó la capacidad de los Hamdánidas para controlar eficazmente las zonas del sureste de Diyar Mudar, cerca de la hostil frontera bizantina, lo que obligó a depender aún más de los Banu Numayr. Para ello, el sucesor de Sayf, Sa'd ad-Dawla, asignó a miembros de la tribu a las gobernaciones de ciudades como Harran, para las que nombró a un emir de los Banu Numayr, Wathhab ibn Sabiq. En el año 990, éste se rebeló contra los Hamdaníes y declaró un emirato independiente en Harran. Este acontecimiento marcó el establecimiento de la dinastía numayrí.
Más tarde, en el año 990, Waththab se apoderó de la ciudad fortificada de Saruch, al oeste de Harran, y, en 1007, conquistó Raqqa a su gobernador hamdaní, Mansur ibn Lu'lu'. Durante sus primeros años de reinado, Waththab también anexionó Edesa, al norte de Saruch, a los hamdaníes, y se la concedió a su primo Utayr. La captura de Edesa puso a los numairíes en una posición estratégica frente a los bizantinos, cuyo territorio limitaba con Edesa por el norte y el oeste. Wathhab murió en 1019/20 y le sucedió su hijo Shabib.

### Reinado de Shabib
Es posible que los Numáiridas perdieran el control de Harran en algún momento después de la muerte de Waththab. Además, durante los primeros años del reinado de Shabib, los habitantes de Edesa se volvieron cada vez más antagónicos con Utayr, probablemente porque mató al popular vicegobernante de la ciudad. En 1030, Nasr ad-Dawla, el emir marwaní de Mayyafariqin, intervino en nombre de los habitantes de Edesa, mató a Utayr y capturó la ciudad. Los relatos varían en cuanto a si Nasr ad-Dawla o el emir mirdasí de Alepo, Salih ibn Mirdas, arbitró la división de Edesa tras la caída de Utayr. En cualquier caso, un hijo de Utayr, conocido en las fuentes sólo como "Ibn Utayr", fue nombrado gobernador de la ciudadela principal de Edesa, mientras que Shibl ad-Dawla, un emir numairí menor, recibió la ciudadela menor de la ciudad. Así, aunque Edesa permaneció en manos de los Numairíes, quedó efectivamente fuera del control de Shabib.
En 1030/31, se iniciaron negociaciones entre los bizantinos e Ibn Utayr o los patrones marwaníes de este último sobre la transferencia de la ciudadela principal de Edesa al control bizantino. En ese momento, Ibn Utayr estaba siendo desafiado por Shibl ad-Dawla de la ciudadela menor, lo que llevó a Ibn Utayr o a los Marwaníes a vender la ciudadela principal al emperador bizantino, Romano III, por 20 000 dinares de oro y varias aldeas. Tras la compra, las fuerzas de Shibl huyeron, los habitantes musulmanes fueron masacrados y las mezquitas de la ciudad fueron incendiadas. Ibn Utayr, por su parte, al parecer se trasladó a una fortaleza que lleva su nombre cerca de Samosata llamada "Sinn Ibn Utayr".
Los términos entre Shabib y los bizantinos se alcanzaron en 1032 y durante la delimitación de las fronteras, Edesa quedó en territorio bizantino, mientras que el resto de Diyar Mudar permaneció bajo el dominio numayrí. Durante un período indeterminado posterior, Shabib pagó tributo a los bizantinos. Al no poder desafiar eficazmente a los bizantinos, Shabib se centró en la expansión de sus dominios hacia el este y el norte, en territorio marwaní y uqaylí. En 1033, asaltó Nisibin, en poder de los uqaylíes, pero fue rechazado. Al año siguiente obtuvo el apoyo militar bizantino y avanzó contra Amid, la capital marwaní. Se retiró tras una demostración de fuerza de una coalición marwaní-uqaylí. También en 1033/34, la ciudad de Harran fue restaurada a Shabib, tras una grave hambruna, una plaga y un levantamiento local. En 1036, Shabib e Ibn Utayr desertaron de los bizantinos y se unieron al esfuerzo marwaní-uqaylí para expulsar a los bizantinos de Edesa. Los Numayríes capturaron y saquearon la ciudad, tomaron a varios hombres cautivos y mataron a muchos de los habitantes. Sin embargo, no tomaron la ciudadela y Shabib se retiró apresuradamente para hacer frente a una amenaza del Imperio selyúcida sobre Harran. Shabib y los bizantinos hicieron las paces en 1037 y Edesa fue confirmada como posesión bizantina.
La paz entre Shabib y sus vecinos le permitió respaldar a su cuñado Shibl al-Dawla Nasr, el emir mirdasí de Alepo, contra la ofensiva de Anushtakin al-Dizbari, el gobernador fatimí de Siria con sede en Damasco, en 1037; Los fatimíes pretendían extender el control directo sobre el norte de Siria, que estaba en manos de sus vasallos nominales, los Mirdasíes. Estos últimos eran miembros de los Banu Kilab y, como tales, parientes lejanos de los Banu Numayr.
Según el historiador Suhayl Zakkar, las dos tribus mantenían en general relaciones amistosas, y el historiador Thierry Bianquis sostiene que la alianza Numayr-Kilab ... controlaba todo el norte de Siria y gran parte del oeste de Yazira (Alta Mesopotamia). La hermana de Shabib, al-Sayyida Alawiyya, que destacaba por su inteligencia y belleza, estaba casada con Nasr ibn Salih y más tarde desempeñó un importante papel en la política alepina. Al-Dizbari mató a Nasr ibn Salih en mayo de 1038 y avanzó contra Alepo, provocando que Shabib, al-Sayyida y el hermano y sucesor de Nasr Thimal se retiraran a la Alta Mesopotamia. Después, al-Sayyida se casó con Thimal. En 1038 Shabib rindió pleitesía a los fatimíes y ordenó que el califa al-Mustánsir fuera reconocido como soberano islámico en la oración del viernes. Esto marcó una ruptura formal con el califato abasí, cuya legitimidad religiosa habían reconocido previamente los Numáiridas.

### Lucha por Raqqa

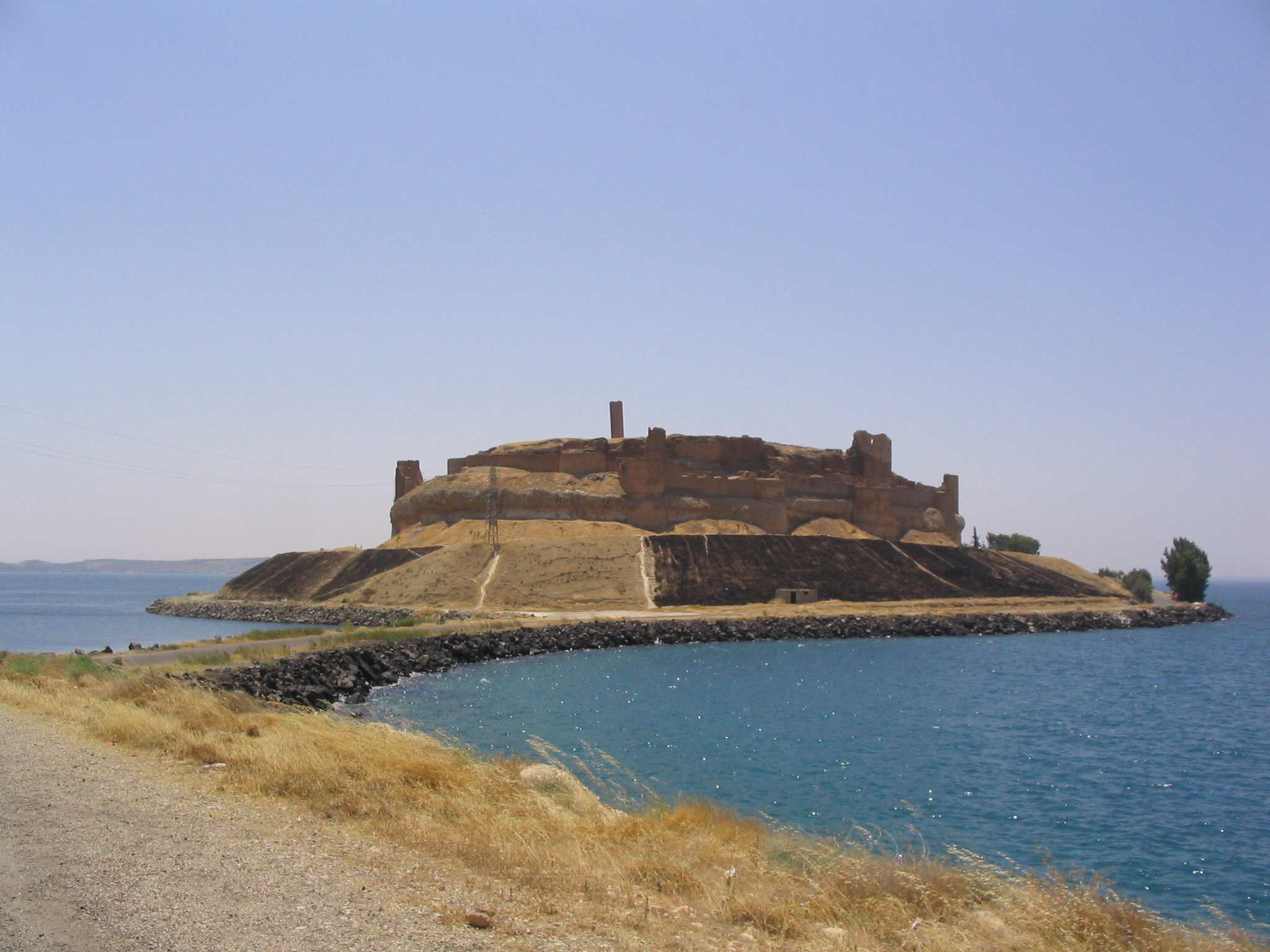
Mani‘ ibn Shabib vendió la fortaleza de Qal'at Ja'bar al goberndor fatimí Anushtakin al-Dizbari, pero la retomó tras la muerte de este en 1041.

Shabib murió sin un heredero adulto en 1039/40, y como resultado, el territorio de los Numayríes se dividió entre sus hermanos Muta'in y Qawam, que mantuvieron conjuntamente Harran y Raqqa, y un tal Hasan, al parecer hijo de Shabib, que gobernaba Saruch. La muerte de Shabib supuso el inicio de una larga disputa entre los Banu Numayr y los Banu Kilab por Raqqa y los fértiles pastos que rodeaban esa ciudad. En el momento de la muerte de Shabib, al-Sayyida vivía en al-Rafiqah, inmediatamente adyacente a Raqqa, habiéndose trasladado allí con Thimal tras la ocupación fatimí de Alepo. Intentó arrebatar Raqqa al vicegobernador de sus hermanos, y se casó con Thimal "para mantener su autoridad y salvaguardar sus intereses de acuerdo con Ibn al-Adim.
Thimal se apoderó de Raqqa, ampliando así el territorio tribal de los Banu Kilab a toda la zona comprendida entre los ríos Balikh y Éufrates. Por la misma época, al-Dizbari, receloso de la creciente base de poder de Thimal en la Alta Mesopotamia, compró la fortaleza Qal'at Ja'bar, al norte de Raqqa, al hijo de Shabib, Mani'. Cuando al-Dizbari murió en 1041, Mani' recuperó inmediatamente Qal'at Ja'bar. Para entonces, Thimal se reconcilió con los fatimíes y fue restaurado en Alepo.
Las tensiones por Raqqa aumentaron cuando Mani‘ alcanzó la mayoría de edad y se hizo cargo de los Banu Numayr entre 1044 y 1056. Mani‘ se consideraba el heredero legítimo de las posesiones de Shabib y trató de recuperarlas por la fuerza. Cambió la lealtad formal de los Numayríes de los fatimíes al sultán selyúcida Tugrïl Beg de Bagdad, que envió a Mani' ropas de honor y emitió un decreto concediéndole Raqqa. En abril de 1056, después de que Timal rechazara la demanda de Mani‘ de retirarse de Raqqa, estallaron las hostilidades entre ambas partes. Para entonces, Mani' ya había arrebatado Harran a sus tíos.
Los fatimíes intentaron estabilizar la situación en la Alta Mesopotamia y ayudar al general anti-selyúcida Arslan al-Basasiri, al que pretendían utilizar para invadir Irak. Arslan al-Basasiri fue un general de la dinastía búyida que resistió la invasión selyúcida de Bagdad en 1055. Fue obligado a abandonar la ciudad y se instaló en al-Rahba, donde organizó su plan para retomar Bagdad. El enviado fatimí, al-Mu'ayyad al-Shirazi, tenía una opinión muy negativa de Mani‘ y se inclinaba por apoyar a Thimal, pero más tarde fue convencido por el jefe de los Banu Mazyad en el bando de al-Basasiri de que Mani' era esencial para la causa anti-selyuquí. Al-Mu'ayyad persuadió a Mani‘ para que desertara a los fatimíes. En recompensa, al-Basasiri capturó Raqqa de Thimal y la transfirió a Mani' en octubre de 1057. Según el cronista Ibn Shaddad, al-Basasiri no capturó Raqqa; más bien, Thimal entregó tanto Raqqa como al-Rafiqah a Mani' debido a la presión militar.

### Cumbre de la dinastía
La rendición de Raqqa por parte de Thimal fue parte de un cambio de poder mayor en el norte de Siria y la Alta Mesopotamia, ya que Thimal también fue obligado por los Fatimíes a evacuar Alepo en enero de 1058. Mientras tanto, Mani‘ recibió grandes cantidades de dinero por parte de los Fatimíes para asegurar su apoyo a la campaña de al-Basasiri. Estas sumas permitieron a Mani' establecerse firmemente en Harran construyendo allí un palacio-ciudadela en el emplazamiento del antiguo templo de Sabian. En enero de 1059, al-Basasiri consiguió expulsar a los Selyúcidas de Bagdad, derrocar al califa abasí al-Qa'im (r. 1031-1059, 1060-1075) y proclamar la soberanía fatimí sobre Bagdad. Para entonces, Mani' era más rico y poderoso que nunca. Los Numáiridas no ayudaron a al-Basasiri en esta campaña a pesar de su alianza formal. Mientras tanto, Mani' trató de apuntalar el reino numayrí en caso de que se produjera un resurgimiento abasí-selyuquí en Irak; la falta de apoyo tanto a Mani' como a al-Basasiri por parte de El Cairo, que acababa de experimentar importantes cambios políticos, puede haber persuadido a Mani‘ de volver al redil abasí-selyuquí. Ese año, Mani' amplió el territorio numáirida hasta su extensión más meridional al capturar las ciudades fortaleza de al-Rahba y al-Qarqisiyah (Circesium) del área del Éufrates. Además, dio refugio en Harran al nieto de cuatro años de al-Qa'im y heredero, Uddat ad-Din, que había sido sacado de Bagdad de contrabando.
En 1060, después de que el reinado de cuarenta semanas de al-Basisiri llegara a su fin con su derrota y ejecución a manos de los Selyúcidas, Mani‘ casó a una de sus hijas con Uddat ad-Din para establecer vínculos con la familia del califa. Uddat ad-Din regresó entonces a Bagdad con muchos regalos y más tarde sucedería a al-Qa'im, que desde entonces había recuperado su trono. Aunque no se menciona explícitamente en las crónicas contemporáneas, es probable que Mani' revirtiera su lealtad a los abasíes tras la derrota de al-Basasiri. Según el historiador D. S. Rice, los Numáiridas se beneficiaron enormemente del "incidente Basasiri", ya que ganaron Raqqa a los Mirdasíes y recibieron grandes sumas de dinero de los Fatimíes "sin comprometerse" en la "arriesgada empresa" de participar en el intento de golpe de al-Basasiri. El período comprendido entre 1058 y 1060 representó el apogeo del poder numayrid.

### Decadencia y caída
En 1060, Mani‘ apoyó a su sobrino y gobernante mirdasí, Mahmud ibn Nasr (hijo de Nasr ibn Salih y de al-Sayyida Alawiyya), contra el intento de Thimal de recuperar Alepo. Mahmud fue finalmente derrotado y recibió refugio de Mani'. Al-Sayyida Alawiyya intervino entonces y medió en una tregua entre Thimal y Mani'. No obstante, este último sufrió otro grave revés a manos de los Mirdasíes cuando el hermano de Thimal, Atiyya ibn Salih, se apoderó de Raqqa en 1062. Poco después, ya sea en julio de 1062 o en abril de 1063, Mani‘ murió de un ataque, no dejando ningún sucesor capaz. Heidemann afirma que con la muerte de Mani‘, "los Banu Numayr perdieron gran parte de su importancia y pronto cayeron en el olvido".
La expansión del poder selyúcida en Siria y la Alta Mesopotamia tras su victoria sobre los bizantinos en la batalla de Manzikert en 1071 amenazó el emirato numayrí; la derrota bizantina privó tanto a los Numayríes como a los Mirdasíes de un poderoso protector. En 1081, el emir uqaylí Muslim ibn Quraysh, respaldado por los Selyúcidas, conquistó Harran al sucesor o sucesores de Mani', cuyos nombres no se recogen en las fuentes. Según el historiador medieval Ibn al-Athir, Ibn Quraysh nombró a Yahya ibn ash-Shatir, un ghulām (esclavo) numáirida y administrador que asistió a Ibn Quraysh como gobernador de Harran, mientras que otro cronista medieval, Sibt ibn al-Jawzi, afirma que un tal Yá'far al-Uqayli fue nombrado gobernador y promovió el islam chiita allí. Ese mismo año, los Uqaylíes arrebataron el control de Saruch a Hasan, que lo había mantenido ininterrumpidamente desde 1039. Hasan recibió a cambio Nisibin y gobernó esa ciudad como vasallo uqaylí.

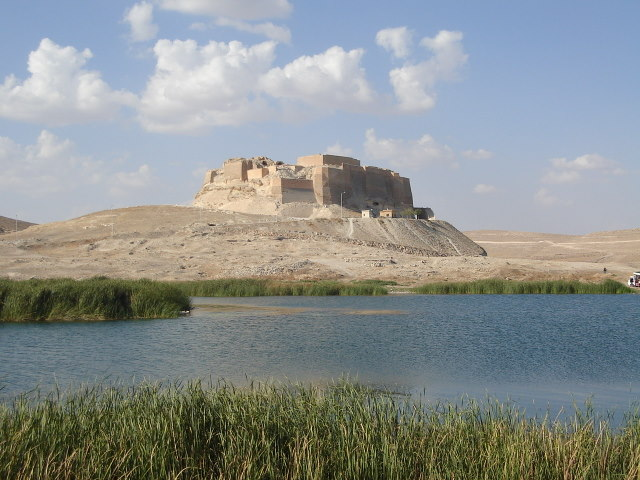
Qal'at an-Najm fue la última posesión registrada de los Numayríes

En 1083, Abu Jalaba, el qadi (principal juez islámico) hanbalí de Harran, y un emir numayrí (ya sea Ibn Utayr o un tal Ibn Atiyya an-Numayri) lideraron una revuelta contra los Uqaylíes en 1083; Los rebeldes lucharon en nombre de un niño príncipe numayrí, Ali ibn Waththab, posiblemente un joven hijo de Mani‘, y se apoderaron de la ciudad durante un breve periodo. A finales de año, el levantamiento fue reprimido por Ibn Quraysh, que ejecutó a Abu Jalaba, a los hijos de éste y a unos cien participantes más. Ibn ash-Shatir continuó administrando Harran tras la muerte de Ibn Quraysh en 1085 y fue reconfirmado en su puesto por el sultán selyúcida Málik Shah en 1086. El advenimiento de los Selyúcidas y de las fuerzas tribales turcomanas afiliadas en esta época puso efectivamente fin al reinado de los poderes tribales árabes, incluidos los Banu Numayr, en el norte de Siria y la Alta Mesopotamia.
A pesar de la pérdida de su capital y de gran parte de su poder, los Numáiridas mantuvieron su presencia en la región hasta el siglo XII, conservando algunas fortalezas aisladas entre sí, como Qal'at an-Najm en el norte del Éufrates y Sinn Ibn Utayr. Según Rice, los Banu Numayr "seguían siendo espasmódicamente activos" durante este período. En 1101, mataron al emir uqaylí, el hijo de Ibn Quraysh, Muhammad ibn Muslim, en Hit, y cuatro años más tarde dirigió una incursión frustrada contra el general selyúcida Afshin. En 1110, los Numáiridas, dirigidos por un tal Jawshan an-Numayri, arrebataron Raqqa a su gobernador turcomano Ali ibn Salim, al que mataron, pero fueron desalojados poco tiempo después. Los Cruzados, que habían entrado en la región a principios de siglo, capturaron Sinn Ibn Utayr del emir numáirida Mani' ibn Utayr an-Numayri en 1118. El cronista medieval al-Azimi registró que los Numáiridas seguían manteniendo Qal'at an-Najm en 1120, pero no se sabe nada más de los Numáiridas en los siglos siguientes. Basándose en su investigación, Rice descubrió que a partir de 1952 los descendientes de los Banu Numayr seguían viviendo en Harran y sus alrededores y eran conocidos como los Nmēr, una forma coloquial de "Numayr", y pertenecían a la confederación de los Jēs, una forma coloquial de "Qays". También señaló que ignoraban "que sus antepasados habían sido, durante casi un siglo, los 'Señores de Raqqa, Saruch y Harran'".

## Cultura

### Gobierno

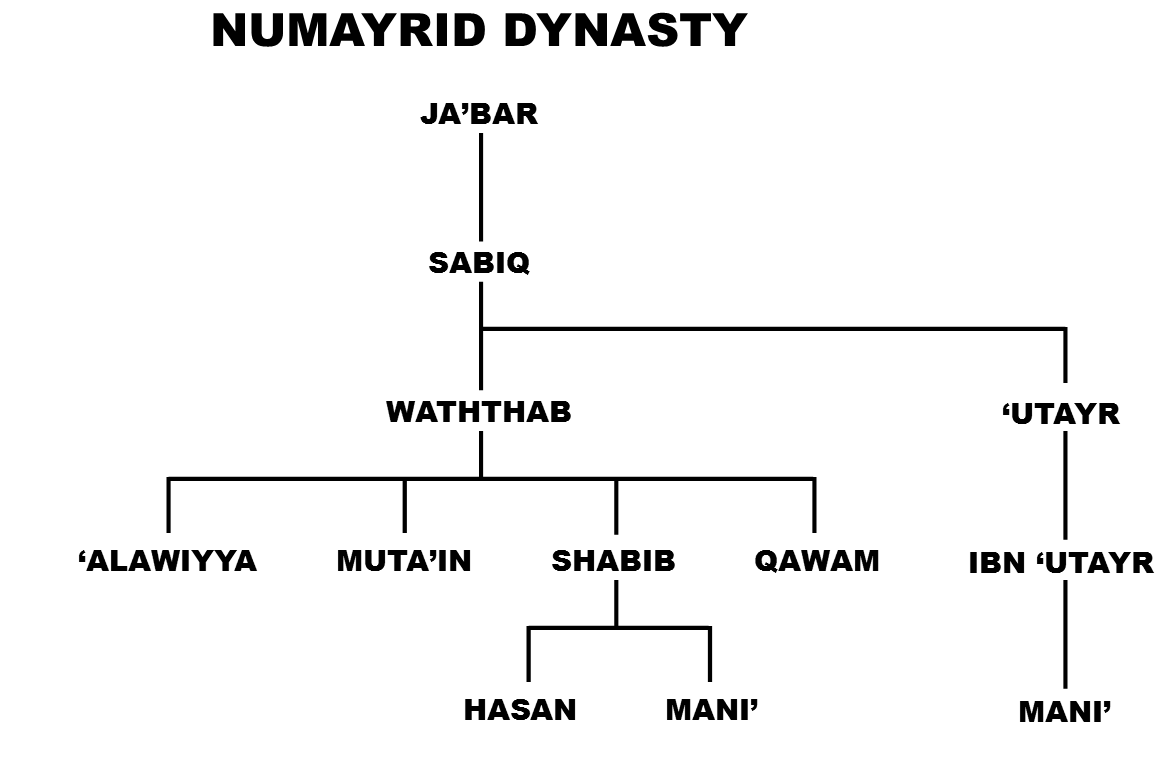
Árbol genealógico de la familia numáirida

Una vez en el poder, los Numáiridas decidieron proteger, gobernar y gravar a las comunidades que habitaban los territorios agrícolas y las ciudades que controlaban, en lugar de saquearlas. Esto los asemejaba a las tribus beduinas de Banu Kilab en el norte de Siria y a los Uqaylíes en Diyar Rabi'a. En cambio, otros beduinos contemporáneos de los Numáiridas, en particular los Ŷarrahíes en Transjordania y Palestina, saqueaban su territorio y atacaban constantemente a la población. No obstante, los Numáiridas conservaron aspectos de su estilo de vida nómada, incluyendo una aprensión a vivir en entornos urbanos. Por ello, los emires y caciques numáiridas se abstenían de residir en las ciudades que controlaban; en su lugar, formaban miniprincipados en el campo que rodeaba sus respectivas fortalezas. La administración de las ciudades, incluida la fiscalidad, se confiaba a un diputado que gobernaba en nombre del emir. El lugarteniente solía ser un ghulām. Una excepción a este sistema era Mani‘, que residía en la propia Harran. Según Heidemann, 
Las actividades de construcción en Harran y probablemente las de Raqqa son prueba de que Mani' no consideraba las ciudades sólo como lugares de explotación fiscal. También quería presentarse dentro de la ciudad como un gobernante urbano, mientras mantenía su base de poder, los Banu Numayr, en la dehesa.
Los Numáiridas, al igual que sus vecinos marwaníes, utilizaban el título de amir (príncipe). Los emires numayríes Shabib y Mani' también utilizaron los títulos de influencia fatimí ṣanīʿat ad-dawla y najīb ad-dawla, respectivamente. Probablemente adoptaron estos títulos durante los períodos de lealtad formal con los fatimíes. Los Numáiridas establecieron cecas en Harran y, bajo Mani', también en Raqqa. Los nombres de los emires numáiridas que gobernaban figuraban en las monedas, que en la época islámica medieval simbolizaban la soberanía.

### Legado arquitectónico
En 1059, durante su apogeo, Mani' transformó el templo sabio de Harran en una residencia ornamentada y fortificada. Las excavaciones de la moderna ciudadela de Harran revelaron que la construcción de Mani' consistía en parte en dos pequeñas torres cuadradas de basalto conectadas entre sí por un arco decorado. Los fragmentos de una inscripción cúfica encontrada en un bloque de basalto de la ciudadela indican la construcción del palacio en 1059. Rice afirma que la inscripción representa el "texto islámico más antiguo encontrado hasta ahora en Harran y el único documento epigráfico superviviente de la dinastía numairí".
Heidemann sostiene que es probable que hubiera actividad constructiva durante el reinado de Mani' en Raqqa y en la ciudad adyacente de al-Rafiqah, incluida la posible restauración de una mezquita congregacional en esta última ciudad. Sin embargo, no hay rastros específicamente identificables de la construcción numáirida en Raqqa/al-Rafiqah.

### Religión
Al igual que los Hamdaníes, los Fatimíes y los Banu Kilab / Mirdasíes, gran parte de los Banu Numayr seguían el islamismo chiita. Inicialmente, rendían lealtad formal al Califato Abbasí musulmán suní, pero durante los últimos años de Shabib, se cambiaron al Chiismo. Bajo el mandato de Mani', los Numáiridas volvieron a los abasíes, y luego reconocieron a los Fatimíes en 1056-1059 antes de volver nominalmente al redil abasí.